# Ciśnienie tętna
Ciśnienie tętna (amplituda ciśnienia, amplituda tętna, ang. pulse pressure, PP) – różnica pomiędzy ciśnieniem tętniczym skurczowym i rozkurczowym. Prawidłowo wynosi ono około 30-50 mm Hg.
Nieprawidłowe wartości ciśnienia tętna występują m.in. w:
- niedomykalności zastawki aortalnej (wysoka amplituda)
- nadczynności tarczycy (wysoka amplituda)
- tamponadzie serca (niska amplituda)